# Hidrologija Slovenije
Hidrologija Slovenije opisuje površinske (jezera, reke, potoke, pritoke) in podzemne vode v Sloveniji.
V Sloveniji so štiri glavna porečja: največje je porečje Save, ki obsega Gorenjsko, Dolenjsko in Notranjsko - približno polovija države; porečje Drave obsega velik del Štajerske in Koroško; porečje Mure obsega Prekmurje in severovzhodni del Štajerske; porečje Soče pa večji del Primorske. Skrajna jugozahodna Slovenija ne pripada nobenemu porečju, saj se reke s tega območja stekajo v Jadransko morje.

## Reke
Slovenija spada po skupni količini rečne vode na prebivalca med najbogatejše v Evropi, pogosto pa se pojavljajo težave s kvaliteto površinskih voda. Sava in Drava sta onesnaženi predvsem zaradi industrije, Mura pa zaradi kmetijstva. Štiri velike reke v Sloveniji imajo tudi velik energetski potencial - skupno 9 TWh, kar predstavlja 75% vseh potreb po električni energiji v Sloveniji - ki pa je le približno polovično izkoriščen. Najbolj izkoriščena (skoraj 100%) je Drava, ki ima tudi največji energetski potencial. Sava, ki je iz energetskega vidika druga najpomembnejša reka v Sloveniji, je izkoriščena 25% (hidroelektrarne na zgornjem in spodnjem delu reke), po izgradnji hidroelektrarn na ti. srednji Savi pa bo ta izkoriščenost dosti večja. Za izkoriščanje potenciala Mure, ki trenutno sploh ni izkoriščana, obstajajo načrti, proti katerim pa v javnosti obstaja veliko nasprotovanja, predvsem iz ekološkega vidika.
Na območju Krasa je voda v apnenčasta tla izdolbla obširno mrežo podzemnih rovov in jam. Na tem območju sta tako cikla površinske in podzemne vode direktno povezana.

## Jezera
Največje jezero v Sloveniji je presihajoče Cerkniško jezero, ki v največjem obsegu pokriva površino 38 km². Velika površina je posledica nizke globine, saj leži na zelo ravnem Cerkniškem polju in doseže največjo globino 10 m. Po površini mu sledi umetno akumulacijsko Ptujsko jezero in Bohinjsko jezero, ki ima s približno 100,000,000 m³ največji stalni volumen vode med jezeri v Sloveniji.
Najglobje jezero v Sloveniji je umetno Družmirsko jezero, ki doseže globino 85,5 m. Bohinjsko jezero je s 45 m globine najglobje naravno jezero.